# El camino (álbum de Vox Dei)
El Camino es el decimotercer álbum de estudio y decimosexto lanzamiento del grupo argentino Vox Dei, lanzado en el año 2005 de manera independiente, a través de su propio sello, "La Rompe Records". Este es también, el segundo disco con Carlos Gardellini.

## Grabación y contenido
Este es el primer material de estudio de Vox Dei en 8 años, tras la segunda versión de La Biblia, que grabaron en 1997 con invitados especiales y con Ricardo Soulé.
Ya sin Soulé, aunque aún manteniendo el formato de trío, Carlos Gardellini se reincorpora. Es así que Willy Quiroga, Rubén Basoalto y Gardellini vuelven a completar la formación, junto a Simón Quiroga, quien también participa como tecladista invitado.
Antes de la salida del álbum, algunas canciones ya habían sido presentadas en vivo. El CD incluye un considerable número de clásicos regrabados, como "Ahora es el preciso instante", "Compulsión", "Un corazón dispuesto", "Tan sólo un hombre" y el medley que cierra el disco: "Jeremías, pies de plomo / El regreso del Dr. Jeckill".

## Canciones
- Todas las canciones fueron escritas por Willy Quiroga, excepto donde se indique.

1. "El camino"
2. "Tito" (Rubén Basoalto)
3. "Soltando lastre"
4. "No quiero dormir" (Willy Quiroga, Carlos Gardellini)
5. "Ahora es el preciso instante"
6. "Carrera loca" (Rubén Basoalto, Carlos Gardellini)
7. "Compulsión"
8. "Esta canción"
9. "Torcazas y pinos"
10. "Un corazón dispuesto"
11. "Tan sólo un hombre"
12. "Río de blues"
13. "Jeremías, pies de plomo / El regreso del Dr. Jeckill" (Ricardo Soulé, Willy Quiroga)
14. Pista oculta

## Personal
- Willy Quiroga - Bajo, teclados y voz.
- Carlos Gardellini - Guitarras y coros.
- Rubén Basoalto - Batería y voz.
- Simón Quiroga - Teclados.